# Robert Simson
Robert Simson (14. října 1687 – 1. října 1768) byl britský matematik.

## Život
Byl nejstarší syn Johna Simsona z Kirktonhallu, West Kilbride v Ayrshire a měl nastoupit církevní dráhu, ale převládl jeho zájem o matematiku. Vystudoval University of Glasgow. Absolvoval i roční studium v Londýně a roku 1711 se v Glasgow stal profesorem matematiky; tuto pozici zastával až do roku 1761.

## Dílo

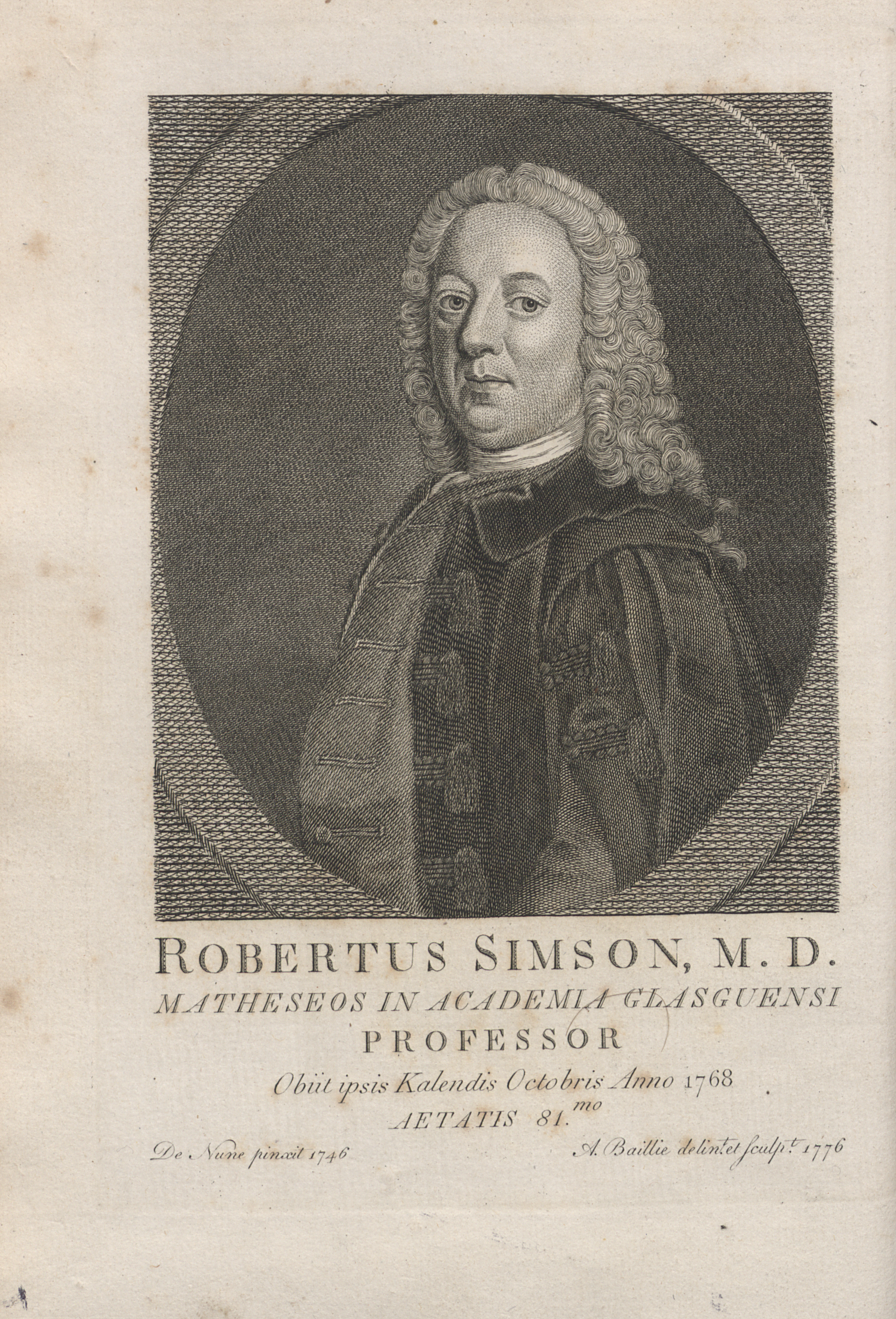
Works, 1776

Simson se zabýval kritikou děl dávných geometrů.
- 1723 – Philosophical Transactions
- 1735 – Sectionum conicarum libri V.
- The Elements of the Conic section|Conic Sections
- 1749 – Apollonii Pergaei locorum planorum libri II.
- 1756 – Euclid's Elements
- 1762 – Data

Jeho jménem je někdy označována úpatnice trojúhelníku.